# Знаменский, Иоанн Павлинович
Иоанн Павлинович Знаменский (?—?) — протоиерей Русской православной церкви, духовный писатель. Магистр богословия (1880).

## Биография
Окончил Тульскую духовную семинарию и Московскую духовную академию магистром богословия за сочинение «Положение духовенства в царствование Екатерины II и Павла I» (М., 1880). 
Был определён преподавателем Таврической духовной семинарии, а через год назначен инспектором. В 1884 году принял сан священника, возведён в протоиереи, и назначен ректором Таврической духовной семинарии. В 1894 году был переведён на должность ректора Харьковской духовной семинарии (до 1905). 
Ему принадлежит авторство сочинения: «Описание бывшего 15 июля 1888 г. в Херсонисе Таврическом празднования 900-летнего юбилея со времени Крещения св. кн. Владимира и русского народа» Симферополь, 1888.
Редактор «Таврических епархиальных ведомостей» до 1894 года, впоследствии, журнала "Вера и разум".